# Batumi Tower

Batumi Tower mit Riesenrad

Der Batumi Tower ist ein 2012 fertig gestelltes 200 Meter hohes Gebäude mit 35 Stockwerken in Batumi in Georgien. Das Gebäude besitzt als Besonderheit ein Riesenrad in der Fassade, das jedoch nicht in Betrieb ist.
Nachdem die Pläne gescheitert waren, eine technische Universität im Batumi Tower zu eröffnen, stand der Wolkenkratzer jahrelang leer. Schließlich wurde das Gebäude zu einem Hotel der Kette Le Méridien umgebaut.